# Crapatalus munroi
Crapatalus munroi är en fiskart som beskrevs av Last och Edgar, 1987. Crapatalus munroi ingår i släktet Crapatalus och familjen Leptoscopidae. Inga underarter finns listade i Catalogue of Life.